# Finnforstjärnen
Finnforstjärnen är en sjö i Sollefteå kommun i Ångermanland och ingår i Ångermanälvens huvudavrinningsområde. Sjön har en area på 0,114 kvadratkilometer och ligger 343,3 meter över havet.

## Delavrinningsområde
Finnforstjärnen ingår i det delavrinningsområde (705379-152057) som SMHI kallar för Utloppet av Ramselesjön. Medelhöjden är 269 meter över havet och ytan är 41,8 kvadratkilometer. Räknas de 833 avrinningsområdena uppströms in blir den ackumulerade arean 7 219,99 kvadratkilometer. Faxälven som avvattnar avrinningsområdet har biflödesordning 2, vilket innebär att vattnet flödar genom totalt 2 vattendrag innan det når havet efter 133 kilometer. Avrinningsområdet består mestadels av skog (69 procent). Avrinningsområdet har 7,17 kvadratkilometer vattenytor vilket ger det en sjöprocent på 17,1 procent.